# Sean Wilsey
Sean Wilsey, né en 1970, est l'auteur des mémoires Oh the Glory of It All, publié par Penguin Group en 2005.

## Biographie
Il est le fils d'Al Wilsey, un homme d'affaires de San Francisco et de Pat Montandon, une militante pour la paix. Sean Wilsey est le beau-fils du philanthrope Dede Wilsey (Diane Wilsey Traina Dow Buchanan). Il est marié à l'écrivaine Daphné Beal, ancienne rédactrice en chef du The New Yorker et a deux enfants. Il est actuellement rédacteur en chef pour le Concern McSweeney's Quarterly et son dernier livre, State by State: A Panoramic View of America (coécrit avec Matt Weiland) a été publié en septembre 2008.